# 蔓荆
蔓荆（学名：Vitex trifolia）为马鞭草科牡荆属下的一个种。落叶灌木，通常三出复叶。产福建、广东、广西、云南。生于平原、河滩、疏林及村寨附近。台灣、印度、越南、菲律宾、澳大利亚也有分布。

## 别名
- 白叶、水稔子（广东）、三叶蔓荆（云南植物志）

## 外部連結
- 蔓荊子 Manjingzi （页面存档备份，存于） 中藥材圖像數據庫 (香港浸會大學中醫藥學院)

## 扩展阅读
- 維基物種上的相關：蔓荆